# Elf (deutsche Band)
ELF war eine deutsche Punkrock-Band aus Hamburg. Sie war benannt nach dem Initiator und Slime-Gitarristen Michael „Elf“ Mayer.

## Bandgeschichte
Michael Mayer machte nach der erneuten Auflösung Slimes im Jahr 1994 erst einmal nichts und lebte von dem Erfolg des letzten Albums Schweineherbst. 1996 gründete er dann Elf mit Ma-Teng, Ruben und Andreas „Andi“ Hüging. Die Band debütierte 1997 auf Noise Records mit dem Album German Angst. Enthalten ist eine Coverversion des Rio-Reiser-Klassikers Alles Lüge, die ebenfalls als Single erschien. 1998 folgten zwei Beiträge für die Kompilation Der FC St. Pauli ist schuld daß ich so bin, davon eines mit der Punkband Phantastix zusammen.
1999 erschien das letzte Album Alkohol & alte Scheine, das von Ex-Slime-Mitglied Christian Mevs im Soundgarden Studio in Hamburg gemastert wurde.
Andreas „Andi“ Hüging schrieb später das einzige Lied auf dem Slime-Album Sich fügen heißt lügen, das nicht von Erich Mühsam stammte.

## Diskografie

### Alben
- 1997: German Angst (Noise Records)
- 1999: Alkohol & alte Scheine (Noise Records)

### Singles
- 1997: Alles Lüge (Noise International)

### Samplerbeiträge
- 1998: Das Herz von St. Pauli (feat. Phantastix) und St. Pauli leuchtet nur hier auf Der FC St. Pauli ist schuld daß ich so bin